# Eloy Edu
Eloy Edu Nkene (Ebebiyín, 16 de març de 1985) és un futbolista ecuatoguineà. Juga de defensa a l'AD Torrejón CF, i amb la selecció de Guinea Equatorial.

## Trajectòria
Va iniciar la seva carrera futbolística a Espanya, on va passar per diversos clubs fins que el 2015, va abandonar el futbol espanyol per anar a Malta, a jugar pel St. Andrews. En 2017, abandona el país de Malta per arribar a Espanya, de la mà de l'Andorra Club de Futbol per ajudar-los a sortir d'una situació complicada en la taula.

## Internacional
És internacional amb la selecció de futbol de Guinea Equatorial, comptabilitzant 3 partits registrats en la FIFA.